# Exilio republicano español en Chile
El exilio republicano español en Chile fue un proceso histórico que se produjo como consecuencia del fin de la Guerra Civil Española, y el advenimiento de la dictadura de Francisco Franco. Los lugares de destino de los exiliados —los miembros del derrotado bando republicano y sus familias— fueron diversos, destacándose el recibimiento de los países latinoamericanos que les permitieron residir entre sus fronteras. Entre los países que recibieron la mayor cantidad de refugiados se encontraron Argentina, Uruguay, Colombia, México, Perú, Chile y Venezuela. 
En el caso de Chile se concentró la mayor cantidad de refugiados; más de 1160 hombres, 540 mujeres y cerca de 500 niños. El símbolo del exilio fue el barco a vapor Winnipeg, que viajó desde Francia al puerto chileno de Valparaíso entre el 4 de agosto y el 3 de septiembre de 1939.

## Historia

### Antecedentes

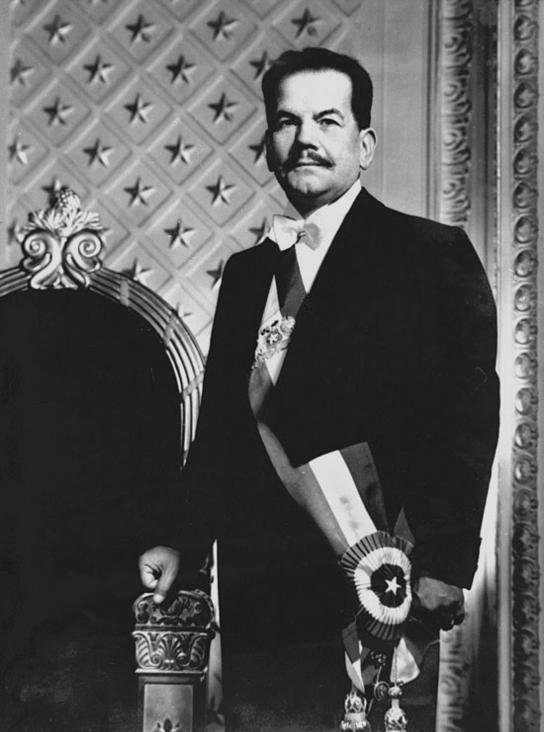
Pedro Aguirre Cerda, presidente de Chile en 1939.

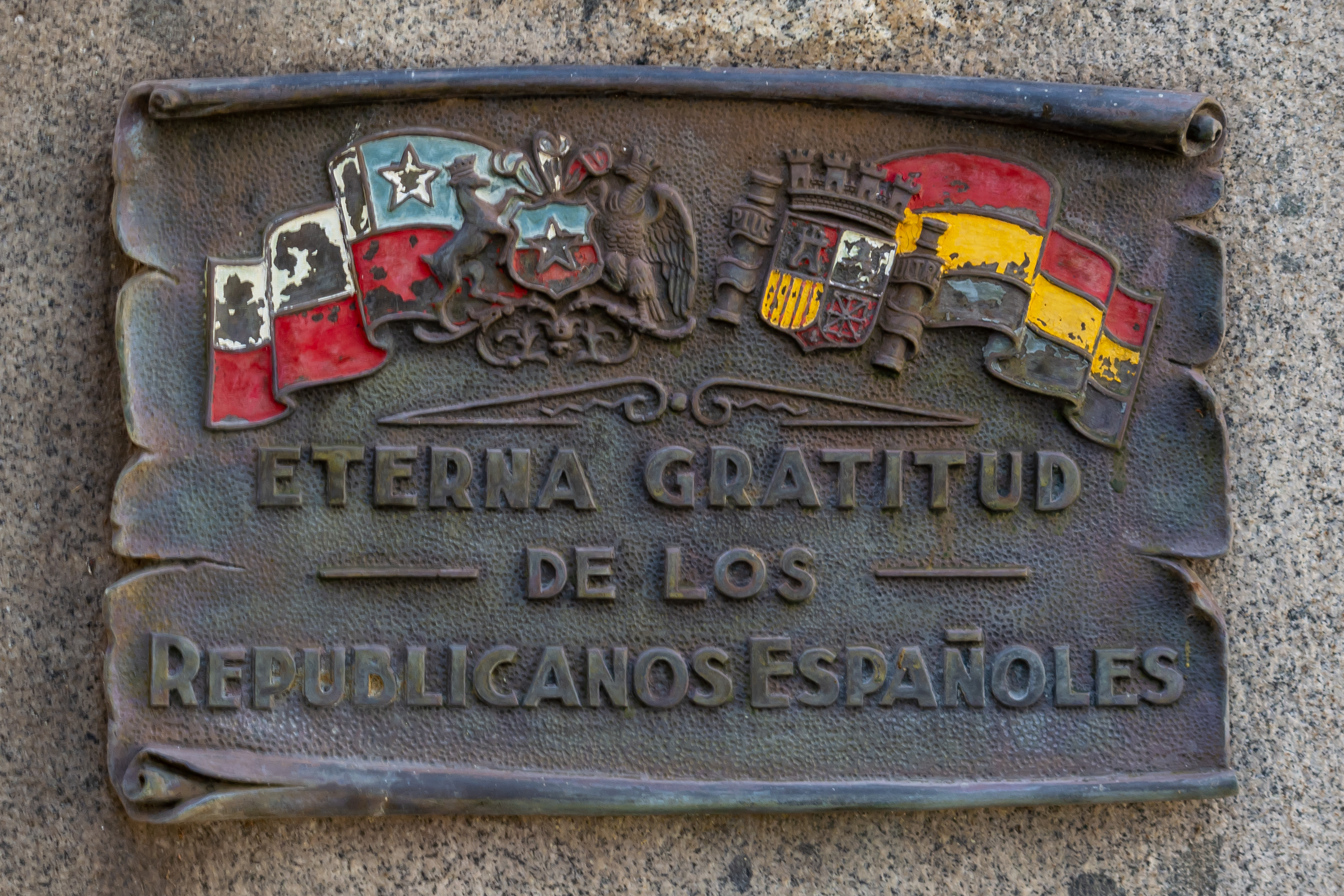
Placa en la tumba de Pedro Aguirre Cerda, en el Cementerio General de Santiago.

La derrota del bando republicano español frente a las fuerzas militares encabezadas por el general Francisco Franco, no sólo puso fin a la guerra civil sino que además arrojó al exilio a una impresionante cantidad de hombres y mujeres, que se vieron obligados a emigrar rumbo a otras tierras en busca de asilo y refugio. La magnitud de esta tragedia no dejó indiferente a Chile.
Alentado por grupos de izquierda como el Comité Chileno de Ayuda a los Refugiados Españoles, el presidente de Chile Pedro Aguirre Cerda (líder del Frente Popular chileno) comprometió los esfuerzos del Estado para apoyar y financiar el traslado a Chile de un cierto número de refugiados españoles, reafirmando su solidaridad hacia el pueblo español y el carácter universal de la causa republicana.

### El viaje delWinnipeg
Para tal efecto, designó a Pablo Neruda como cónsul delegado para la inmigración española en París, a fin de que se hiciera cargo de la organización y ejecución del traslado de miles de españoles prisioneros en los campos de concentración del sur de Francia. Su tarea pronto dio los frutos esperados. El 4 de agosto de 1939 zarpó desde el puerto francés de Pauillac rumbo al puerto de Valparaíso, el barco carguero Winnipeg. Este navío llevó a más de 2200 refugiados que arribaron a Chile el 3 de septiembre de ese mismo año.

## Testimonios de los refugiados

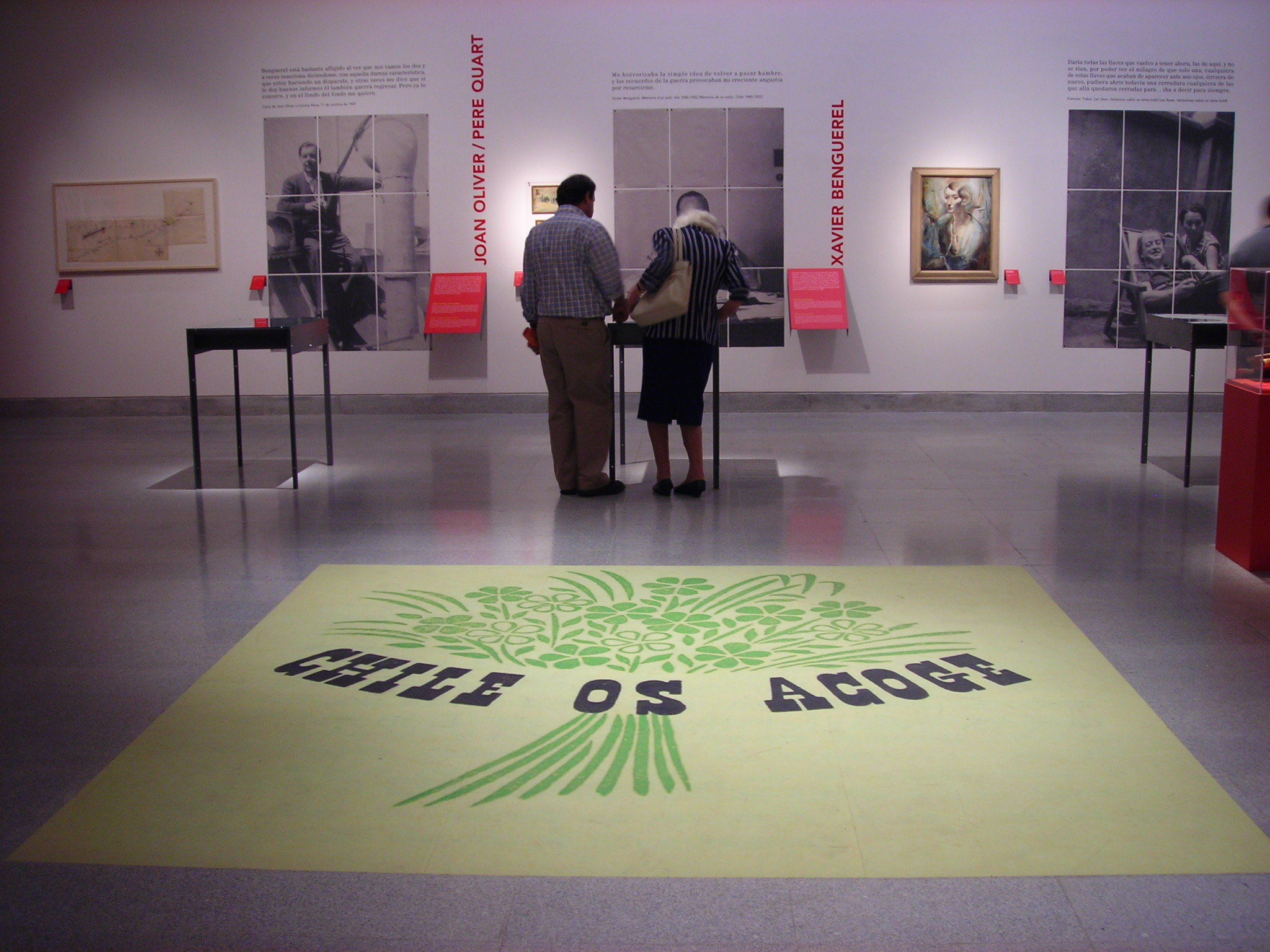
Exposición «Literaturas del Exilio», en el Centro Cultural Palacio La Moneda, Santiago de Chile, en 2007.

Entre los testimonios de refugiados podemos encontrar a Solano Palacio, que narra en su libro El éxodo por un refugiado español, la travesía realizada tras la caída de Barcelona en 1939 y la derrota definitiva de la causa republicana, su paso por Francia y el viaje hasta el puerto de Valparaíso, siendo posteriormente un referente social y político.